# Brochiraja vittacauda
Brochiraja vittacauda is een vissensoort uit de familie van de Arhynchobatidae. De wetenschappelijke naam van de soort is voor het eerst geldig gepubliceerd in 2012 door Last & Séret.